# Plagne 1800
Plagne 1800 is een skidorp in het Franse wintersportgebied La Plagne, deel van Paradiski. Het bevindt zich tussen 1800 en 1900 meter boven zeeniveau op het grondgebied van de gemeente La Plagne Tarentaise in het departement Savoie.
Het skidorp werd aangelegd op de plaats van een oud mijnbouwgehucht. Het opende in 1982 en heeft de naam een rustig dorpje te zijn, met een meer traditioneel Savoyaards uitzicht dan de andere dorpen van La Plagne.
Plagne 1800 ligt in het begin van een smal dal (van de Ruisseau de la Lovatière), net onder de brede alpenweiden. Hogerop wordt het omgeven door Plagne Aime 2000 in het westen, Plagne Centre in het zuiden en Plagne Villages en Plagne Soleil in het zuidwesten. Plagne Bellecôte ligt 1,5 km ten oosten van het dorp.

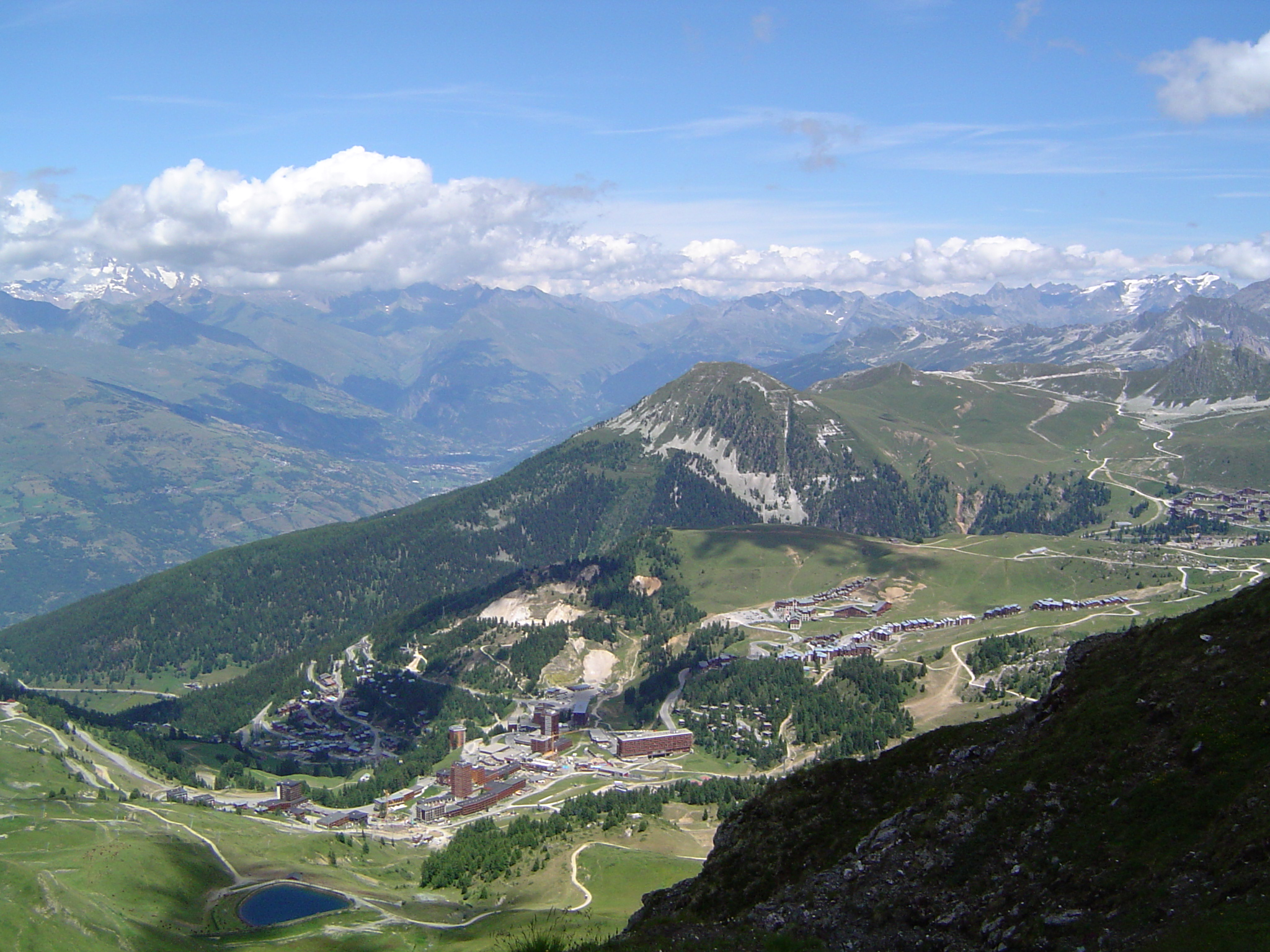
Van links naar rechts: Plagne Centre (vooraan) en Plagne 1800 (in de schaduw), Plagne Soleil en Plagne Villages, en Belle Plagne.